# Walentin Pieńkowski
Walentin Antonowicz Pieńkowski (ros. Валенти́н Анто́нович Пенько́вский, ur. 1 kwietnia?/14 kwietnia 1904 w Mohylewie, zm. 26 kwietnia 1969 w Mińsku) – radziecki dowódca wojskowy narodowości białoruskiej, generał armii.

## Życiorys
W 1920 wstąpił do Armii Czerwonej, brał udział w wojnie domowej w Rosji, w 1926 został członkiem WKP(b), a w 1927 ukończył Zjednoczoną Szkołę Wojskową im. WCIK BSRR. Podczas wojny niemiecko-radzieckiej 1941–1945 walczył na Froncie Południowo-Zachodnim, Stalingradzkim, Dońskim, Woroneskim, Leningradzkim, 1 i 2 Nadbałtyckim, a podczas dalekowschodniej ofensywy radzieckiej 1945 na 1 Froncie Dalekowschodnim. Od 1945 zajmował stanowiska dowódcze i sztabowe. W latach 1956–1961 dowódca wojsk Dalekowschodniego Okręgu Wojskowego, między 1961 a 1964 dowódca wojsk Białoruskiego Okręgu Wojskowego. W latach 1964–1968 zastępca ministra obrony ZSRR, a w latach 1968-1969 wojskowy inspektor-doradca Grupy Generalnych Inspektorów Ministerstwa Obrony ZSRR. W 1961 otrzymał stopień generała armii. Od 1961 zastępca członka KC KPZR. Deputowany do Rady Najwyższej ZSRR od V do VII kadencji.

## Ordery i odznaczenia
- Order Lenina (dwukrotnie)
- Order Czerwonego Sztandaru (pięciokrotnie)
- Order Kutuzowa I klasy (dwukrotnie)
- Order Suworowa II klasy (dwukrotnie)
- Order Kutuzowa II klasy

Medale ZSRR i odznaczenia zagraniczne.